# Buster Nupen
Eiulf Peter Nupen (bekannt als Buster Nupen; * 1. Januar 1902 in Ålesund, Norwegen; † 29. Januar 1977 in Johannesburg, Südafrika) war ein südafrikanischer Cricketspieler, der zwischen 1921 und 1936 für die südafrikanische Nationalmannschaft spielte.

## Kindheit und Ausbildung
Geboren wurde Nupen in Norwegen, wo sein Vater am Bau der Bergensbanen mithalf. Anschließend wirkte der Vater auch beim Eisenbahnbau von Transvaal mit, so dass Buster dort aufwuchs. Mit sieben Jahren spielte er mit zwei Hämmern, wobei ihm ein Metallsplitter ins Auge flog und er auf diesem Auge erblindete. Als Folge trug er für den Rest seines Lebens ein Glasauge.

## Aktive Karriere
Nupen gab sein First-Class-Debüt als Cricketspieler in der Saison 1920/21 und spielte in der Folge für Transvaal. Ein Jahr später absolvierte er bei der Tour gegen Australien im November 1921 seinen ersten Test. Im März 1922 war er Teil der Rand-Revolte, eines gewaltsamen Streiks weißer Minenarbeiter. Dabei erlitt er in beiden Beinen einen Durchschuss, woraufhin in der englischen Presse sein Tod gemeldet wurde. Die Ärzte wollten ihn amputieren, was jedoch auf den Druck seines Vaters verhindert wurde. In den folgenden Monaten konnte er sich erholen, so dass er wieder zurück ins Team kam. In der Saison 1922/23 kam England nach Südafrika, wobei ihm im ersten Test 5 Wickets für 53 Runs gelangen, womit er den Sieg sicherstellte. Er war daraufhin auch Teil der Tour in England in der Saison 1924, konnte dort jedoch nicht herausragen. Das lag vorwiegend an einer Rückenverletzung, die er kurz nach Ankunft erlitten hatte. Bei der nächsten Tour Englands in Südafrika, in der Saison 1927/28, erzielte er im dritten Test der Serie neben 4 Wickets für 94 Runs als Bowler auch zwei Fifties als Batter. Im fünften Spiel steuerte er noch einmal fünf Wickets (5/83) bei.
Drei Jahre danach kam England erneut nach Südafrika. Da der Kapitän Nummy Deane zuvor zurückgetreten war und erst nach Druck wieder zurück ins Team kam, übernahm Nupen beim ersten Test die Rolle des Kapitäns. Dabei erreichte er insgesamt 11 Wickets (5/63 & 6/87), wobei er davon profitierte, dass das englische Team verzweifelt versuchte einen Sieg zu erzwingen und dabei unvorsichtig am Schlag war. In den weiteren Tests wurde er nur bedingt eingesetzt, was vor allem an seiner Schwäche auf Grass-Pitches lag. Eine weitere gute Bowling-Leistung gelang ihm im vierten Test der Serie, als er insgesamt neun Wickets (3/148 & 6/46) erreichte. 1933 brach beim Bowling in England seine Rückenverletzung wieder auf und ihm wurde mitgeteilt, dass er nicht mehr bowlen können werde. Dennoch kam er ein Jahr später zurück. Er erhielt jedoch nur noch einen weiteren Einsatz im Nationalteam, als Australien im Februar 1936 nach Südafrika kam. Im folgenden Jahr beendete er dann auch seine First-Class-Karriere.

## Nach der aktiven Karriere
Nach seinem Rückzug vom Cricket arbeitete Buster Nupen als Anwalt. Gelegentlich arbeitete er auch als Cricket-Coach und in der Administration des Sports. Der Filmproduzent und Regisseur Christopher Nupen war sein Sohn. Buster Nupen starb im Januar 1977 im Alter von 75 Jahren.